# Щепаник, Иван Павлович
Иван Павлович Щепаник (1898, городок Заршин Санокского уезда, Австро-Венгрия, теперь Польша — ?) — советский рабочий, директор 4-го и 9-го нефтепромыслов треста «Бориславнафта» объединения «Укрнефть». Депутат Верховного Совета СССР 1-3-го созывов (1940—1954 годы).

## Биография
Родился в семье крестьянина-бедняка. С четырнадцатилетнего возраста батрачил в городе Санок на Лемковщине.
Затем переехал в город Борислав, где до сентября 1939 года работал слесарем на частных нефтепромыслах.
В 1940 — июне 1941 годах — директор 4-го нефтепромысла города Борислава.
Во время Великой Отечественной войны находился в эвакуации на Урале, работал заместителем директора Краснокамского нефтепромысла в Молотовской области РСФСР.
Член ВКП(б) с декабря 1942 года.
В августе — сентябре 1944 года — и. о. председателя исполнительного комитета Бориславского городского совета депутатов трудящихся Дрогобычской области.
В сентябре 1944 — декабре 1948 года — директор 4-го нефтепромысла треста «Бориславнафта» объединения «Укрнефть» в городе Борислав Дрогобычской области.
С декабря 1948 года — директор 9-го нефтепромысла треста «Бориславнафта» объединения «Укрнефть» в городе Борислав Дрогобычской области.
Потом — на пенсии.

## Награды
- орден Трудового Красного Знамени (23.01.1948)
- медаль «За доблестный труд в Великой Отечественной войне 1941—1945 годов»
- значок «Отличник Народного комиссариата нефтяной промышленности СССР»